# Erika Fong
Erika Fong (Minneapolis, 10 mei 1986) is een Amerikaanse actrice van Koreaans-Chinese komaf. Ze werd bekend door haar rol in Power Rangers: Samurai als Mia. Ze maakte haar acteerdebuut in de korte film Caught in the Middle.